# Mari Jungstedt
Kerstin Mari Jungstedt (ur. 31 października 1962 w Sztokholmie) – szwedzka dziennikarka oraz autorka powieści kryminalnych. Prowadziła w szwedzkiej telewizji codzienny talk-show Förkväll. W 2003 ukazała się jej debiutancka powieść: Den du inte ser (wyd. pol. „Niewidzialny”), pierwsza część serii kryminałów z inspektorem Andersem Knutasem w roli głównej. Seria ta zagwarantowała jej miejsce wśród najwybitniejszych twórców gatunku: Camilli Läckberg, Åsy Larsson, Stiega Larssona i Henninga Mankella. W Polsce książki Mari Jungstedt ukazują się w Wydawnictwie Bellona.
Dwie pierwsze powieści cyklu z Andersem Knutasem zostały sfilmowane przez szwedzką telewizję.

## Twórczość
Cykl z inspektorem Andersem Knutasem
- Tom 1 Niewidzialny (Den du inte ser, 2003)
- Tom 2 Niewypowiedziany (I denna stilla natt, 2004)
- Tom 3 We własnym gronie (Den inre kretsen, 2005)
- Tom 4 Umierający dandys (Den döende dandyn, 2006)
- Tom 5 Słodkie lato (I denna ljuva sommartid, 2007)
- Tom 6 Upadły anioł (Den mörka ängeln, 2008)
- Tom 7 Podwójna cisza (Den dubbla tystnaden, 2009)
- Tom 8 Niebezpieczna gra (Den farliga leken, 2010)
- Tom 9 Czwarta ofiara (Det fjärde offret, 2011)
- Tom 10 Ostatni akt (Den sista akten, 2012)
- Tom 11 Każdy umiera sam (Du går inte ensam, 2013)
- Tom 12 Ktoś kto mnie kocha (Den man älskar, 2014)
- Tom 13 Druga twarz (Det andra ansiktet, 2016)
- Tom 14 Ciemność wśród nas (Ett mörker mitt ibland oss, 2018)
- Tom 15 Widzę cię (Jag ser dig, 2019)
- Tom 16 Där den sista lampan lyser, 2021 (wg stanu na styczeń 2024 brak polskiego wydania)

Cykl Gran Canaria
- Tom 1 Ciemniejsze niebo (En mörkare himmel, 2015)
- Tom 2 Zawiedzione nadzieje (Det förlovade landet, 2017)